# El jurament
El jurament (títol original en anglès: The Pledge) és una pel·lícula estatunidenca dirigida per Sean Penn, estrenada l'any 2001. Es tracta de l'adaptació de la novel·la Das Versprechen de Friedrich Dürrenmatt. Ha estat doblada al català.
El film és dedicat a la memòria de Michael Haller i Jack Nitzsche, que havien oficiat respectivament com a cap de decorats i compositor dels dos primers films de Sean Penn: Estrany vincle de sang (1991) i Creuant l'obscuritat (1995).

## Argument
Jerry Black és un detectiu jubilat que decideix ajudar un col·lega en un últim assumpte: el cos d'una noieta de vuit anys violada ha estat trobat a les muntanyes de Nevada. Després de l'anunci del drama als pares, Jerry es compromet amb la mare desemparada a trobar l'homicida. El principal sospitós, un indi mentalment discapacitat, es suïcida durant l'interrogatori. Jerry no el creia culpable i contínua la seva investigació i s'assabenta que dos esdeveniments similars han tingut lloc als voltants. Ajudat per la seva promesa, compra una vella gasolinera a les muntanyes i investiga un home gran que es fa dir el Mag, a partir d'un dibuix de la filla assassinada.

## Repartiment
- Jack Nicholson: Jerry Black
- Patricia Clarkson: Margaret Larsen
- Benicio del Toro: Toby Jay Wadenah

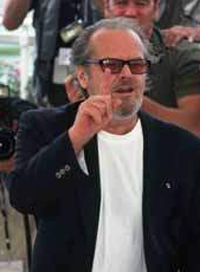
L'actor principal Jack Nicholson, a la presentació del film al Festival de Canes 2001.

- Aaron Eckhart: Stan Krolak
- Helen Mirren: la metge
- Tom Noonan: Gary Jackson
- Robin Wright: Lori
- Vanessa Redgrave: Annalise Hansen
- Mickey Rourke: Jim Olstad
- Sam Shepard: Eric Pollack
- Harry Dean Stanton: Floyd Cage
- Dale Dickey: Strom
- Costas Mandylor: l'adjunt de Monash
- Michael O'Keefe: Duane Larsen
- Lois Smith: Helen Jackson
- Brittany Tiplady: Becky Fiske
- Eileen Ryan: Jean
- Pauline Roberts: Chrissy
- Adrien Dorval: el xèrif
- Tony Parsons: el presentador TV

## Gènesi i desenvolupament

### Producció
El jurament és una adaptació de la novel·la La promesa (Das Versprechen) de Friedrich Dürrenmatt, publicada l'any 1958, basada en el guió del film Això ha passat en ple dia (Es geschah am hellichten Tag) de l'any 1958. Els fets terribles del començament del film són d'altra banda inspirats en assumptes viscuts per l'inspector Joe Depczynski, que després va aconsellar sobre el film.
Sean Penn signa aquí el seu 3r film com a director, sis anys després de Creuant l'obscuritat (1995). Aquest projecte el tenia extremadament ocupat, com Jack Nicholson. Han tingut molts problemes per vendre el projecte a les majors. El projecte finalment va poder veure el dia sobretot gràcies a Elie Samaha i la seva societat Franchise Pictures.

### Repartiment dels papers
Sean Penn dirigeix novament Jack Nicholson, després Creuant l'obscuritat, el seu precedent film com a director, estrenada l'any 1995. Coneix, d'altra banda, la seva dona de l'època, Robin Wright, i la seva mare, Eileen Ryan.

### Rodatge
El rodatge inicialment havia de tenir lloc a Minnesota. A causa de retallades pressupostàries, té finalment lloc a la Colúmbia-Britànica, Canadà (Chilliwack, Hedley, Hope, Keremeos, Lytton, Maple Ridge, Merritt, districte regional de Thompson-Nicola, Vancouver, Lillooet, Princeton). Les primeres escenes del film, no obstant això, van ser rodades als Estats Units, a Reno, Nevada.
Algunes escenes inicialment previstes no es van poder rodar per l'immens fracàs d'un altre film produït per Elie Samaha i la seva societat Franchise Pictures, Battlefield Earth estrenat un any abans. L'estudi llavors no va voler augmentar el pressupost de El jurament.

### Música
La música del film va ser composta per Klaus Badelt i Hans Zimmer. Van ser assistits per diversos compositors de l'equip de Media Ventures: Craig Eastman, Heitor Pereira, Martin Tilman i Michael Brook.
Llista dels títols
1. Angler - 5:24
2. Boogie Man - 1:27
3. Jerry and Lori - 1:00
4. Church Nightmare - 2:18
5. Revisit Crim Scene - 1:16
6. My Coat - 2:47
7. Wizard - 4:05
8. ExCop - 1:49
9. He'd Rather Not - 2:00
10. Land of Christmas - 1:22
11. Reading Stories - 3:02
12. Turkeys - 1:36
13. Pledge - 1:19
14. Swing - 2:19
15. Ginny's Picture - 2:30
16. You're Crazy - 5:57

### Box-office
El film va ser un fracàs al box-office, va recollir només aproximadament 29 milions de dòlars arreu del món, per a un pressupost de 35 milions de dòlars.

## Premis i nominacions

### Premis
- Nacional Board of Review Awards 2001: Top Ten Films[5]

## Nominacions
- Toronto Film Critics Association 2001: millor actor per a Jack Nicholson

World Soundtrack 2001: compositor de l'any per a Hans Zimmer (igualment per a Hannibal, Pearl Harbor i Salvats pels pèls)
- Festival de Canes 2001: en competició oficial per a la Palma d'or
- ALMA 2002: millor actor a un segon paper per a Benicio del Toro
- Bodil 2002: millor film americà
- Premis Young Artist 2002: millor actuació per a un jove actor de menys de 10 anys per a Brittany Tiplady